# Häuser in L’Estaque
Häuser in L’Estaque (französischer Originaltitel Maisons à l’Estaque) ist der Titel eines Ölgemäldes des französischen Malers Georges Braque aus dem Jahr 1908, geschaffen in L’Estaque bei Marseille. Es ist das Bild, das erstmals den Begriff der cubes (siehe → Kubismus) hervorrief. Das Gemälde mit den Maßen 73 × 59 cm befindet sich im Bestand des Kunstmuseums Bern.

## Beschreibung
L’Estaque an der Bucht von Marseille war zu Beginn des 20. Jahrhunderts noch ein Fischerdorf, das bereits der französische Maler Paul Cézanne in seinen Bildern als Motiv gewählt hatte. Im Gegensatz zu einigen von Cézannes Bildern ist bei Braques Gemälde das Meer nicht zu sehen. Zwischen mehreren gegeneinander versetzten ockerfarbenen Häusern in Nahansicht stehen belaubte Bäume. Im Bildvordergrund schneidet ein mächtiger Baumstamm und sein unbelaubtes Geäst, von der Mitte ausgehend schräg nach links, das Bildfeld. Details, wie etwa Türen und Fenster der Häuser, die in stark vereinfachter kubischer Form dargestellt sind, fehlen.

## Geschichte
Anfang des Jahres 1907 bereitete Pablo Picasso in vielen Studien und Variationen das Gemälde Les Demoiselles d’Avignon vor, das er im Juli beendete. Es gilt als das Bild, das den Grundstein „kubistischen“ Denkens legte und leitete die häufig als période nègre bezeichnete Periode des Künstlers ein. Die zu Missverständnissen führende Namengebung période nègre entstand, da sich Picasso auch durch afrikanische Skulpturen hatte inspirieren lassen. Am Ende des Jahres besuchte Braque Picasso in seinem Atelier und sah das Bild, das ihn zugleich verwirrte und faszinierte. In der Folge entwickelte sich zwischen den beiden Künstlern eine Freundschaft, sodass sie sich zwischen September 1908 und Mai 1909 fast täglich sahen. Der gegenseitige Einfluss, der zum Kubismus führen sollte, hatte begonnen.

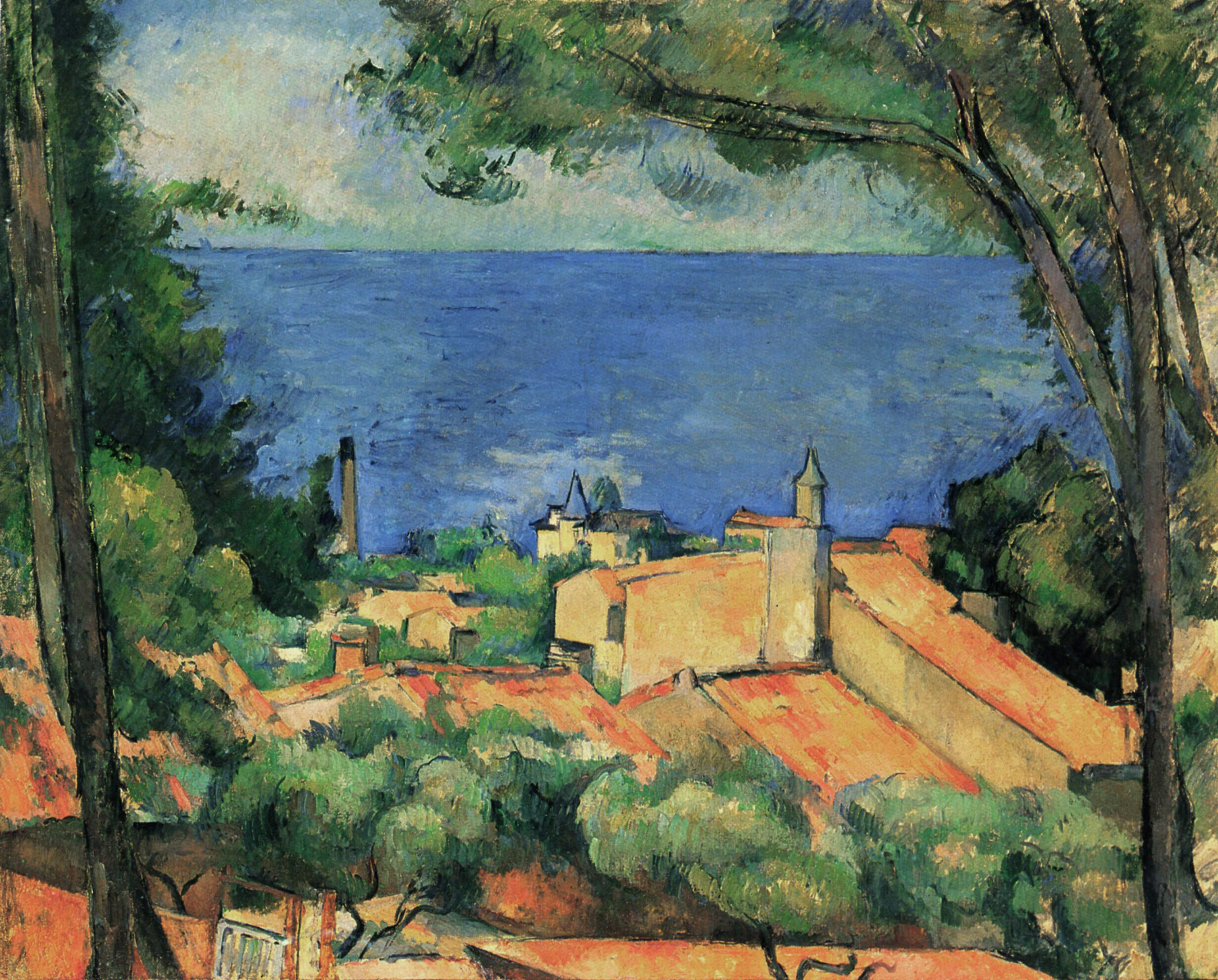
Paul Cézanne: L’Estaque mit roten Dächern, 1883–1885

Im Pariser Herbstsalon des Jahres 1907 war die große Gedächtnisausstellung für Paul Cézanne gezeigt worden. Die Landschaften und Stillleben Cézannes haben Braques Arbeit nach eigener Aussage geprägt und zur Reise nach L’Estaque angeregt.
Das Bild Häuser in L’Estaque malte Braque neben anderen aus der Region im Jahr 1908; es besetzt in der Kunstgeschichte einen wichtigen Rang, denn es ist als erstes Bild in der Öffentlichkeit mit dem Begriff der cubes (Kuben) in Verbindung gebracht worden. Nachdem Braque 1908 im Salon d’Automne – oder Herbstsalon – in Paris mit seinen neuen Bildern aus L’Estaque abgewiesen worden war, stellte er sie im November des Jahres in der im Jahr 1907 eröffneten Galerie des deutschen Galeristen Daniel-Henry Kahnweiler aus. Der Kunstkritiker Louis Vauxcelles, dem schon 1905 bei einer Ausstellung im Salon d’Automne beim Anblick von Werken der Maler wie Henri Matisse und André Derain der Begriff Fauves (= „wilde Tiere“) in den Sinn gekommen war und der damit dem Fauvismus den Namen gegeben hatte, schrieb im Gil Blas zur Ausstellung bei Kahnweiler: „Braque pfeift auf die Form; er vereinfacht alles, Landschaft und Häuser, zu geometrischen Schemaformen, zu Kuben“. Im Frühjahr 1909 wiederholte er nach einer Ausstellung im Salon des Indépendants, wo Braque neben einem Landschaftsbild noch ein Stillleben zeigte, seinen Tadel, und sprach von péruvien cubisme („peruvianischer Kubismus“), wodurch sich die Bezeichnung Kubismus rasch etablierte.